# إستكبال
إستكبال (بالتركية: İstikbal Mobilya A.Ş)‏ هي شركة تجارة تجزئة تركية للأثاث أُسست في عام 1989 من قبل هاجي بويداك.
في عام 2016، عُثر على شركة بويداك هولدينج تابعة لمنظمة جماعة كولن، وتم الاستيلاء على الشركة من قبل تي إم إس إف.